# Ghillie suit

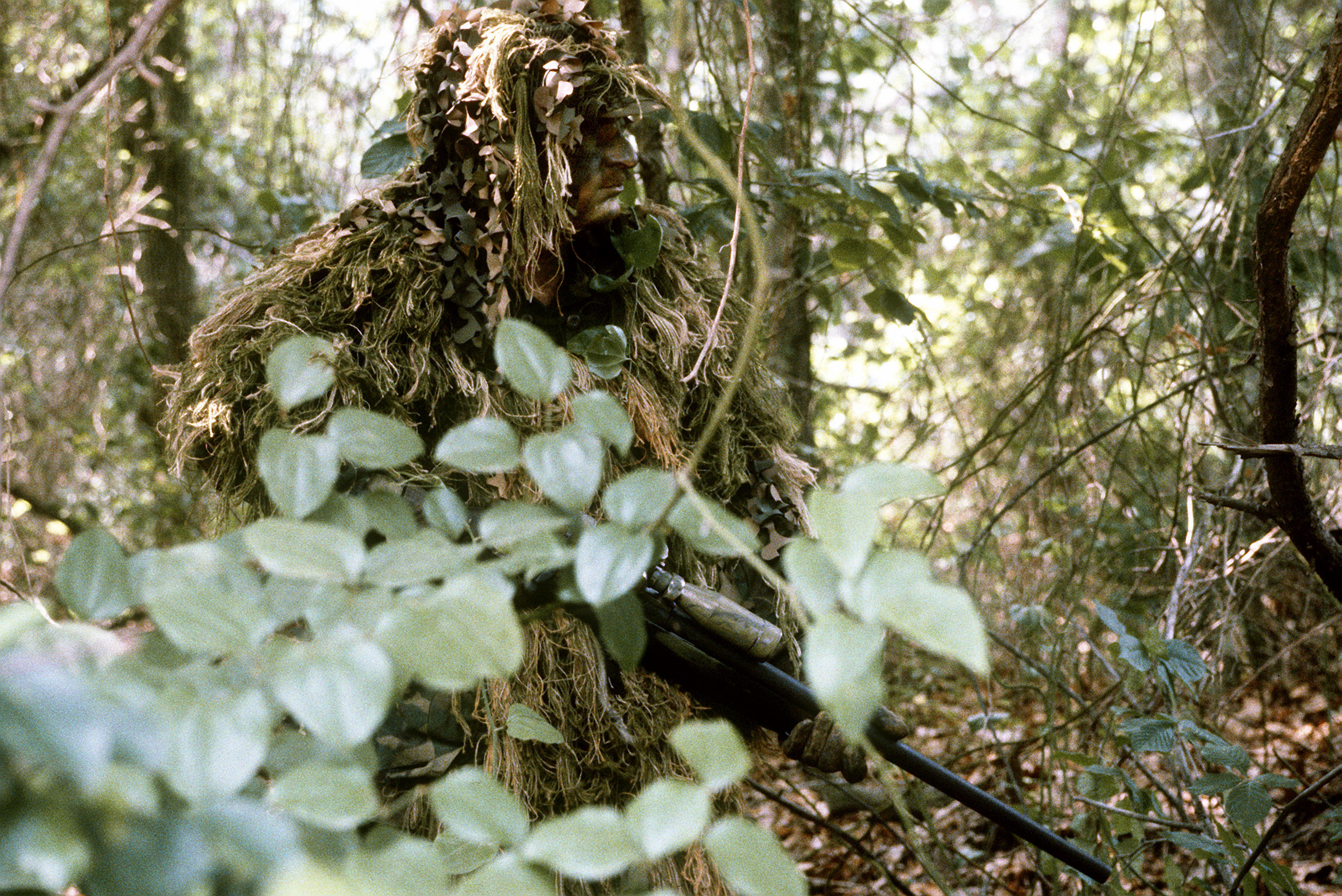
Strzelec wyborowy United States Marine Corps

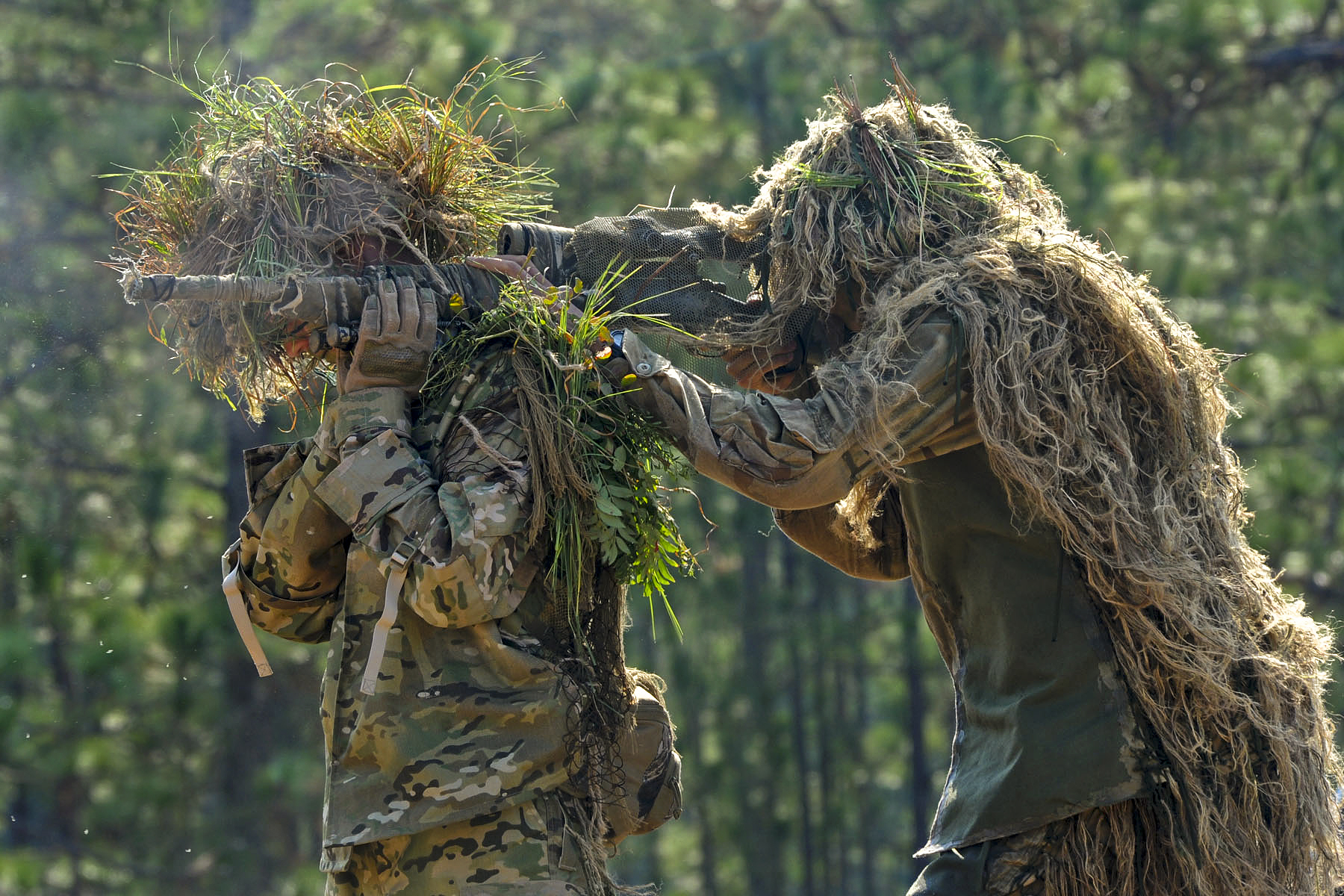
Dwóch strzelców wyborowych United States Army w Ghillie Suit

Ghillie suit – strój maskujący używany głównie przez strzelców wyborowych. Ghillie suit różni się od innych metod kamuflowania, swoim naturalnym wyglądem i rozmywaniem sylwetki człowieka. Ghillie suit jest znakomitym strojem maskującym, gdyż ludzka sylwetka i elementy wyposażenia nie wyróżniają się na tle otoczenia. Odmianą ghillie jest tak zwany leaf suit (ang. strój liściasty), który różni się od ghillie zastosowaniem głównie sztucznych elementów ściółki leśnej (na przykład liście) zamiast nitek. Dobry mundur maskujący powinien rozmazywać sylwetkę, czego nie można uzyskać za pomocą mundurów polowych w barwach maskujących i farby maskującej. W większości armii przygotowanie ghillie suit jest częścią kursu dla snajperów. Ghillie może maskować w terenie lesistym, pustynnym i innych w zależności od potrzeby.
Ghillie suit jest wynalazkiem znanym Szkotom już od XIX wieku. Samo słowo "ghillie", które nie jest używane współcześnie, pochodzi z języka szkockiego. Można je przetłumaczyć na trzy sposoby:
- potoczne określenie mężczyzny
- lokalna nazwa krzaka
- nazwa ludzi pilnujących prywatnych terytoriów łowieckich właścicieli ziemskich w celu łapania kłusowników.

Ghillie suit dzielimy na parę rodzajów:
- pełne ghillie (spodnie + bluza + kapelusz)
- viper hood (tylko bluza z kapturem, kamuflaż jest tylko do połowy długości pleców)

Ghillie jest wykonany w formie ubioru, do którego jest przyszyta siatka. Do niej wplatane są różnokolorowe nici (najczęściej juta bądź rafia). Proces tworzenia jest bardzo czasochłonny i wymaga cierpliwości. 
Warto zwrócić uwagę na to, iż dobre maskowanie uzyskuje się przez dodanie naturalnej roślinności do stroju. 
Pierwsze stroje ghillie suit powstały na początku I wojny światowej. W armii angielskiej stworzono oddział snajperów składający się ze Szkotów. Większość z nich pochodziła z rodzin, w których przekazywana była umiejętność robienia strojów ghillie. Szkoccy strzelcy wyborowi przystosowali stroje do potrzeb pola walki I wojny światowej i ciągle je udoskonalali.
W czasie II wojny światowej ghillie suit pojawił się pośród snajperów różnych armii. Tworzony był w oparciu o własne doświadczenia bojowe, często bez wiedzy o istnieniu szkockiego oryginału.
Po wojnie trafił na wyposażenie snajperów armii brytyjskiej i amerykańskiej. Obecnie jest używany przez armie na całym świecie.